# Левпа
Левпа (словен. Levpa) — розсіяне поселення на пагорбах на схід від м. Канал в общині Канал, Регіон Горишка, Словенія. Висота над рівнем моря: 460 м.